# Ego (cântec de Beyoncé)
„Ego” este un cântec al interpretei americane Beyoncé. Piesa a fost produsă de către compozitorul Blac Elvis și inclusă pe ediția specială a celui de-al treilea material discografic de studio al artistei, I Am... Sasha Fierce. „Ego” se găsește pe cel de-al doilea disc al albumului, fiind lansat ca cel de-al cincilea extras pe single în Statele Unite ale Americii.
Versurile cântecului au fost scrise de Elvis Williams, Harold Lilly, și Beyoncé.
Compoziția a fost numită de Digital Spy „un clasic al muzicii soul”, în timp ce publicația americană Billboard felicită interpretarea lui Knowles. Piesa s-a bucurat de o campanie de promovare și de un videoclip, al cărui premieră a avut loc în luna mai a anului 2009. În acest material, personajul Sasha Fierce suferă o serie de schimbări ale stilului său, afișând o coafură afro, o astfel de abordare nemaifiind prezentată de Knowles de la scurtmetrajul șlagărului european „Work It Out”. Pentru remixul realizat în colaborare cu Kanye West, solista a primit o nominalizare la premiile Grammy din anul 2010.
Înregistrarea s-a clasat pe locul 3 în lista americană a cântecelor rhythm and blues Billboard Hot R&B/Hip-Hop Songs, devenind cel de-al cincisprezecelea hit de top 10 al interpretei în acest top. Deși cântecul a fost lansat doar la nivel local, acesta a activat și în clasamentele din Asia, Europa sau Noua Zeelandă. În țara natală a solistei „Ego” a beneficiat de vânzări suficiente pentru a fi răsplătit cu un disc de aur, el fiind oferit grație celor peste 500.000 de unități comercializate.

## Informații generale
Inițial, înregistrarea „Ego” a fost selectată de Knowles și reprezentanții săi pentru a fi lansată ca cel de-al treilea extras pe single al materialului I Am... Sasha Fierce, alături de cântecul „Halo”. În ciuda acestui aspect, compoziția „Diva” s-a bucurat de o extragere pe disc single, de o campanie de promovare și de un videoclip, în timp ce lansarea piesei „Ego” a fost amânată. La scurt timp a fost anunțată promovarea înregistrării în paralel cu balada „Broken-Hearted Girl”, însă, cea din urmă compoziție a fost și ea substituită de cântecul „Sweet Dreams”.

## Structura muzicală
„Ego” este un cântec R&B scris într-o tonalitate majoră. În ritmul melodiei se face uz de frazarea melodică repetitivă a vocii, în același timp fiind incluse și câteva sincope. De asemenea, compoziția este îmbogățită prin intermediul armoniilor vocale și prin folosirea unor sunete realizate de un pian acustic. În piesă nu sunt incluse secțiuni instrumentale foarte lungi, fiind folosite subtil și orchestrele de coarde. Suportul vocal este asigurat în totalitate de mezzo-soprana Beyoncé Knowles, interpretarea sa fiind una dinamică și dublată prin supraînregistrare. Aceste aspecte sunt valabile pentru versiunea inițială a cântecului, în remixul oficial alături de Kanye West artista este acompaniată la nivel vocal de artistul de muzică hip-hop.

## Recenzii
O mare parte dintre criticii muzicali de specialitate ce au evaluat albumul I Am... Sasha Fierce au neglijat cântecul „Ego”. Cu toate acestea, recenzorii care l-au abordat au aclamat înregistrarea. În timp ce Nick Levine de la Digital Spy a considerat compoziția „un clasic al muzicii soul”, revista americană Billboard a oferit cântecului o recenzie pozitivă, afirmând: „cel de-al cincilea extras pe single de pe albumul său [al lui Beyoncé] combină elemente specifice ambelor sale personalități muzicale. «Ego» sună ca un omagiu adus vechiilor înregistrări R&B cu tempo jos care încă sunt foarte bine înrădăcinate în tendințele de producție actuale. Partea pop a lui Beyoncé este exploatată pe de-a-ntregul, cu o voce rezistentă și o melodie de pian inteligentă. De menționat este și faptul că solista nu și-a lustruit suportul vocal în timpul interludiului, ea alegând să își arate adevărata voce, chiar și cu limitele sale, exact ca pe vremuri”. Pentru acestă înregistrare Knowles a primit o nominalizare la premiile Grammy, la categoria „Cea mai bună colaborare rap”, fiind doar una dintre cele zece nominalizări ale solistei în cadrul distincțiilor acordate în 2010.

## Ordinea pieselor pe disc
| \| Nr. \| Titlul \| Durată \| \| --------------------------------------------- \| ------------------ \| ------ \| \| Descărcare digitală[3] \| \| \| \| 01. \| „Ego” [A] \| 3:56 \| \| Descărcare digitală (remix oficial)[4] \| \| \| \| 01. \| „Ego” [B] \| 4:43 \| \| Discul EP „Ego”/„Sweet Dreams” (remixuri)[22] \| \| \| \| 01. \| „Ego” [A] \| 3:56 \| \| 02. \| „Ego” [C] \| 8:22 \| \| 03. \| „Ego” [D] \| 6:18 \| \| 04. \| „Sweet Dreams” [E] \| 3:29 \| \| 05. \| „Sweet Dreams” [F] \| 5:14 \| \| 06. \| „Sweet Dreams” [G] \| 6:36 \| | Specificații - A ^ Versiunea de pe albumul părinte I Am... Sasha Fierce. - B ^ Remix în colaborare cu Kanye West. - C ^ Remix „DJ Escape & Johnny Vicious Club Remix”. - D ^ Remix „Slang «Big Ego» Club Remix”. - E ^ Versiunea de pe albumul părinte I Am... Sasha Fierce. - F ^ Remix „OK DAC Club Remix”. - G ^ Remix „Karmatronic Club Remix”. |        |
| Nr. | Titlul | Durată |
| Descărcare digitală | |        |
| 01. | „Ego” [A] | 3:56   |
| Descărcare digitală (remix oficial) | |        |
| 01. | „Ego” [B] | 4:43   |
| Discul EP „Ego”/„Sweet Dreams” (remixuri) | |        |
| 01. | „Ego” [A] | 3:56   |
| 02. | „Ego” [C] | 8:22   |
| 03. | „Ego” [D] | 6:18   |
| 04. | „Sweet Dreams” [E] | 3:29   |
| 05. | „Sweet Dreams” [F] | 5:14   |
| 06. | „Sweet Dreams” [G] | 6:36   |

## Videoclip

Concentrându-se preponderent asupra coregrafiilor realizate, scurtmetrajul este asemănător cu predecesoarele sale, el incluzând două dansatoare de acompaniament, un element des utilizat de solistă în această eră a carierei.

Pentru realizarea acestui videoclip solista a apelat la coregrafa Sheryl Murakami, cu care Knowles colaborase anterior la diverse proiecte. Murakami s-a ocupat atât de partea de coregrafie, cât și de regizarea materialului. Despre conceptul scurtmetrajului Beyoncé a declarat următoarele: „Scopul meu pentru acest videoclip este simplitatea”, după cum a afirmat artista în Entertainment Weekly. În același context ea a afirmat: „În videoclipul «Single Ladies (Put a Ring on It)» am văzut această casetă veche a soției lui Bob Fosse și am folosit-o ca o sursă de inspirație. M-am gândit că în lumea aceasta, cu toată tehnologia și cu tot ce se petrece, să mă eliberez de toate [reprezintă o] idee bună. Astfel, am realizat acest lucru, dar într-o manieră strălucitoare și clasică”. Dansul utilizat în scurtmetraj a apărut în mediul online în martie 2009, înaintea premierei oficiale a videoclipului. Coregrafia prezentată în imagini era realizată de Sheryl Murakami în compania a două dansatoare.
Videoclipul a avut premiera pe website-ul oficial al solistei pe data de 21 mai 2009. Asemeni scurtmetrajelor realizate pentru înregistrările „If I Were a Boy”, „Single Ladies (Put a Ring on It)”, și „Diva”, „Ego” este un videoclip alb-negru, în contrast însă cu cel filmat pentru „Halo”. Scurtmetrajul ia startul cu prezentarea lui Knowles într-un costum dintr-o singură piesă care se mulează pe corp (leotard), alături de două dansatoare, ambele purtând articole vestimentare similare. O diferență semnificativă față de videoclipurile pentru „Single Ladies (Put a Ring on It)”, și „Diva” o constituie lipsa mănușii metalice, utilizate de personajul Sasha Fierce în scurtmetrajele amintite. De-a lungul celor aproximativ patru minute, artista alături de cele două dansatoare realizează o serie de coregrafii, făcând uz și de o serie de obiecte auxiliare. Un alt element notabil îl constituie coafura în stilul afro, prezentată de Knowles în scenele de dans, aceasta fiind pentru prima dată când solista abordează astfel de înfățișare de la cea prezentată în videoclipul cântecului „Work It Out”.
Un videoclip alternativ a fost inclus pe albumul de remixuri Above and Beyoncé, în acesta solista fiind prezentată singură, fără cele două dansatoare de acompaniament. O altă versiune a fost realizată și pentru remixul oficial realizat în colaborare cu Kanye West și acesta fiind prezentă pe materialul Above and Beyoncé.

## Prezența în clasamente
„Ego” a debutat în Billboard Hot 100 pe treapta cu numărul 77 și a avansat până pe locul 39 într-un interval de opt săptămâni. În lista adiacentă Billboard Hot R&B/Hip-Hop Songs, piesa a câștigat locul 3, devenind cel de-al cincisprezecelea hit de top 10 al interpretei. Parcursul cântecului în listele americane a fost determinat preponderent de difuzările obținute din partea posturilor de radio, înregistrarea suferind de un deficit de vânzări digitale, fapt reliefat de locul 63 ocupat de „Ego” în Billboard Hot Digital Songs.
În ciuda faptului că discul s-a bucurat de promovare doar în țara natală a lui Knowles, aceasta a devenit populară într-o serie de țări. Pe teritoriul continentului Asia „Ego” a obținut clasări de top 20 în trei țări: China (locul 8), Japonia (locul 3) și Turcia (locul 14). De asemenea, în Suedia cântecul a debutat pe locul 29, datorită numărului mare de descărcări digitale comercializate în urma premierei videoclipului. Cu toate acestea, „Ego” a părăsit clasamentul în următoarea săptămână, reîntorcându-se după șase săptămâni.
„Ego” a înregistrat o altă prezență notabilă în Noua Zeelandă, unde a debutat pe locul 28, devenind cel de-al șaptesprezecelea hit de top 40 al lui Knowles în această regiune. Trei săptămâni mai târziu, cântecul a urcat pe treapta cu numărul 11, surclasând discuri single precum „Me, Myself and I” (locul 18) sau „Déjà Vu” (locul 15).

## Clasamente
| Țară (clasament)                      | Poziția maximă | Referință |
| ------------------------------------- | -------------- | --------- |
| Brazilia (Brasil Hot 100)             | 2              | [ 37 ]    |
| Bulgaria (APC Charts)                 | 22             | [ 38 ]    |
| China (Top 40 Charts)                 | 8              | [ 27 ]    |
| Japonia (Top 40 Charts)               | 3              | [ 28 ]    |
| Noua Zeelandă (RIANZ)                 | 11             | [ 13 ]    |
| Noua Zeelandă (Radioscope — Difuzări) | 23             | [ 39 ]    |
| Portugalia (APC Charts)               | 8              | [ 13 ]    |
| Regatul Unit (UK Singles Chart)       | 60             | [ 40 ]    |

| Țară (clasament)                          | Poziția maximă | Referință |
| ----------------------------------------- | -------------- | --------- |
| Regatul Unit (UK R&B Chart)               | 22             | [ 41 ]    |
| Suedia (Sverigetopplistan)                | 29             | [ 13 ]    |
| S.U.A. (Billboard Hot 100)                | 39             | [ 42 ]    |
| S.U.A. (Billboard Hot R&B Songs)          | 3              | [ 12 ]    |
| S.U.A. (Billboard Hot Digital Songs)      | 63             | [ 12 ]    |
| S.U.A. (Billboard Rhythmic Top 40)        | 24             | [ 12 ]    |
| S.U.A. (Billboard Radio Songs)            | 23             | [ 43 ]    |
| Turcia (Billboard — Turkey Singles Chart) | 14             | [ 29 ]    |

## Versiuni existente
| - „Ego” (versiunea de pe albumul I Am... Sasha Fierce) - „Ego” (remix în colaborare cu Kanye West) | - „Ego” (remix „DJ Escape & Johnny Vicious Club Remix”) - „Ego” (remix „Slang «Big Ego» Club Remix”) |

## Personal
- Sursa:[2]
- Voce: Beyoncé Knowles;
- Textieri: Elvis Williams, Harold Lilly și Beyoncé Knowles;
- Producători: Elvis „BlacElvis” Williams, Harold Lilly, Beyoncé Knowles;
- Corn: Philip Margiziotis;
- Saxofon: Donald Hayes;
- Trompetă: Dontae Winslow;
- Negativ înregistrat de: Mack Woodard la studioul „Tree Sound” (Atlanta, Georgia);
- Suport vocal înregistrat de: Jim Caruana la studiourile „Roc the Mic” (New York, New York);
- Compilat de: Mark „Spike” Stent, asistat de Matt Green la studiourile „The Record Plant” (Los Angeles, California).

## Datele lansărilor
| Țara                       | Data lansării     | Casă de discuri  | Format              | Referințe |
| -------------------------- | ----------------- | ---------------- | ------------------- | --------- |
| Regatul Unit               | 14 noiembrie 2008 | Columbia Records | descărcare digitală | [ 3 ]     |
| Statele Unite ale Americii | 18 noiembrie 2008 | Columbia Records | descărcare digitală | [ 44 ]    |
| Statele Unite ale Americii | 19 mai 2009       | Columbia Records | difuzare radio      | [ 1 ]     |
| Statele Unite ale Americii | 21 mai 2009       | Columbia Records | premieră videoclip  | [ 9 ]     |
| Statele Unite ale Americii | 21 iulie 2009     | Columbia Records | disc EP             | [ 22 ]    |

Notă
- Descărcările digitale au devenit disponibile odată cu lansarea albumului.

## Certificări și vânzări
| \| Țara \| Vânzări/ puncte \| Certificare \| Referințe \| \| ------------- \| --------------- \| ----------- \| --------- \| \| Statele Unite \| +500.000 \| \| [14] \| | Note - reprezintă „disc de aur”; |             |           |
| Țara | Vânzări/ puncte                  | Certificare | Referințe |
| Statele Unite | +500.000                         |             | [ 14 ]    |